# Jerzy Dołhan
Jerzy Dołhan (ur. 30 września 1964) – polski badmintonista, trener badmintona.

## Kariera
Zawodnik LKS Technika Głubczyce. Największe sukcesy odnosił w mikście oraz w grze podwójnej mężczyzn. 28-krotny Mistrz Polski (w grze pojedynczej, podwójnej i mieszanej).
Po zakończeniu kariery trener miejscowego klubu, a od 2013 SKB Suwałki. Był trenerem kadry narodowej, szkoleniowcem polskich olimpijczyków na igrzyskach olimpijskich w Londynie (2012).

## Osiągnięcia
- 1987 złoty medal Międzynarodowych Mistrzostw Węgier w grze podwójnej mężczyzn
- 1987 złoty medal Międzynarodowych Mistrzostw Węgier w grze mieszanej
- 1988 złoty medal Międzynarodowych Mistrzostw Węgier w grze mieszanej
- 1988 złoty medal Międzynarodowych Mistrzostw Austrii w grze mieszanej
- 1989 złoty medal Międzynarodowych Mistrzostw Bułgarii w grze mieszanej
- 1991 złoty medal Międzynarodowych Mistrzostw Austrii w grze mieszanej

Wielokrotny medalista Mistrzostw Polski;
- w grze podwójnej mężczyzn (1981, 1983, 1984, 1985, 1986, 1987, 1988, 1989, 1990, 1991, 1992, 1994, 1995, 1997, 1998, 1999)
- w grze mieszanej (1981, 1982, 1983, 1984, 1985, 1986, 1988, 1989, 1990, 1991, 1992, 1993, 1994, 1995, 1997, 1998, 1999)
- w grze pojedynczej mężczyzn (1982, 1984, 1985, 1986, 1987, 1988, 1989)